# بیگانه (فیلم ۲۰۱۸)
بیگانه (انگلیسی: The Outsider) یک فیلم سینمایی محصول مشترک آمریکا و ژاپن در ژانر جنایی، درام، و اکشن به کارگردانی مارتین زندولیت است که در سال ۲۰۱۸ منتشر شد. از بازیگران آن می‌توان به جرد لتو اشاره کرد.